# الإسكودو الأنغولي

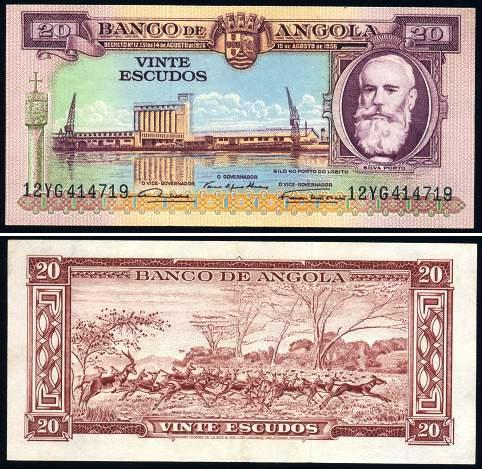
ورقة نقدية بقيمة 20 إسكودو

الإسكودو هو العملة الأنجولية بين عامي 1914 و1928 ومرة أخرى بين عامي 1958 و1977. وكان مقسمًا إلى 100 سنتافو حيث كانت قيمة الماكوتا 5 سنتافو وكان يعادل الإسكودو البرتغالي.

## تاريخ
بدأ استخدام الإسكودو في مستعمرات البرتغال عام ١٩١٤، بعد ثلاث سنوات من استخدامه في البرتغال. حل الإسكودو محل الريال بسعر صرف ١٠٠٠ ريس = إسكودو واحد. في عام ١٩٢٨، طُرح الأنغولار. وحصل تبادل الأوراق النقدية بسعر صرف ١.٢٥ إسكودو = أنغولار واحد، بينما استمر استخدام عملات السنتافو المستخدمة مع الإسكودو دون تغيير في قيمتها. ورُبط الأنغولار بالإسكودو البرتغالي بنفس سعر الإسكودو الأنغولي قبل عام ١٩٢٨. وبالتالي، أدى إصلاح العملة إلى انخفاض قيمة أوراق الإسكودو النقدية.
في عام ١٩٥٣، بدأت البرتغال بتوحيد عملات مستعمراتها. واكتملت هذه العملية في أنغولا أواخر عام ١٩٥٨، مع إعادة استخدام الإسكودو. وفي عام ١٩٧٧، استُبدل الإسكودو بالكوانزا.

## عملات معدنية
في عام ١٩٢١، طُرحت عملات برونزية من فئات ١، ٢، و٥ سنتافو، و١٠، و٢٠ سنتافو من النيكل والنحاس، وتلتها في العام التالي عملات من فئة ٥٠ سنتافو من النيكل. في عام ١٩٢٧، طُرحت عملات من النيكل والنحاس من فئات ١، ٢، و٤ ماكوتا، و٥٠ سنتافو. استمرت هذه العملات في التداول عند طرح الأنغولار، ثم طُرحت عملات برونزية من فئات ١٠، و٢٠ سنتافو في عام ١٩٤٨.
في عام 1952، قُدمت أول عملات إسكودو، على الرغم من أن الإسكودو لم يحل محل الأنجولار رسميًا حتى نهاية عام 1958. قُدمت عملات 10 و20 إسكودو فضية في عام 1952، تلاها عملات 50 سنتافو و1 إسكودو برونزية، وعملات النيكل النحاسية. إسكودو في عام 1953. أُستبدلت الفضة بالنيكل النحاسي في فئة 10 إسكودو في عام 1969، مع استبدال الفضة بالنيكل في فئة 20 إسكودو في عام 1971. قُدمت 5 إسكودو من النيكل النحاسي في عام 1972.

## الأوراق النقدية
في عام 1914، قدم بنكو ناسيونال ألترامارينو أوراقًا نقدية من فئة 10 و20 و50 سنتافو. وتبع ذلك أوراق نقدية من فئة 5 سنتافو في عام 1918، مع تقديم 50 إسكودو في عام 1920. وفي عام 1921، قُدم 1، أُضيفت أوراق نقدية، ٥، ١٠، ٢٠، و١٠٠ إسكودو. كما طُرحت أوراق نقدية حكومية من فئة ٥٠ سنتافو عام ١٩٢١.
في عام ١٩٥٨، أصدر بنك أنغولا أوراقًا نقدية (مؤرخة عام ١٩٥٦) بفئات ٢٠، ٥٠، ١٠٠، ٥٠٠، و١٠٠٠ إسكودو. واستمرت هذه الفئات الخمس في الإصدار حتى إصدار الكوانزا.